# 劉奮庸
劉奮庸（1534年—？），字試可，號書川，河南河南府洛陽縣（今河南省洛陽市）人，軍籍，明朝政治人物。嘉靖戊午解元，己未進士。官至陝西提學副使。

## 生平
嘉靖三十七年（1558年）戊午科河南鄉試第一名舉人。嘉靖三十八年，聯捷第二甲第八十三名進士。授兵部主事，后升任禮部兼翰林待詔，侍穆宗裕邸。進禮部員外郎。明穆宗即位后，隆慶元年（1567年）二月升任尚寶司卿，母亲孫氏去世丁忧。服阕，五年十月復除原职。六年三月上言五事，吏科给事中涂梦桂弹劾其假建言渎扰，动摇国是。而給事中曹大埜亦弹劾首辅高拱十罪，被皇帝斥责，給事中程文遂弹劾奮庸與大埜漸搆姦謀，傾陷元輔，被贬为興國州知州。奮庸謫官兩月，神宗即位，隆慶六年（1572年）七月升任山西提學僉事。萬曆元年九月升陕西布政司右参议，驻守商州，二年二月再遷陝西提學副使，因病歸鄉。

## 家族
曾祖劉泰；祖父劉貫；父劉濟民，曾任知縣。母孫氏。慈侍下。有兄劉登庸。弟劉徵庸。

## 延伸阅读
[在维基数据编辑]
 《明史卷二百一十五》，出自《明史》